# فرحان بن نايف الفيصل الجرباء
الشيخ فرحان بن نايف الفيصل الجربا( 1954 -) رجل أعمال سعودي ينتمي إلى عائلة الجربا، وهو أحد شيوخ شمر ويشغل حاليا منصب رئيس مجلس إدارة شركة زين للإتصالات شركة الاتصالات المتنقلة السعودية .

## الشهادات
- شهادة البكالوريوس في الهندسة المدنية من جامعة الملك فهد للبترول والمعادن.

## مناصبه واعماله
- الرئيس التنفيذي للشركة الحديثة للتكنولوجيا MOTECO
- رئيس مجلس الإدارة للشركة الحديثة للتكنولوجيا MOTECO
- الرئيس التنفيذي موبايل سيستمز إنترناشونال كونسلتنسي msi
- رئيس مجلس إدارة موبايل سيستمز إنترناشونال كونسلتنسي msi
- رئيس مجلس إدارة شركة الاتصالات المتنقلة السعودية زين للاتصالات (ثالث شركة سعودية في هذا المجال وهي فرع لشركة عالمية منتشرة في عشرات الدول)[3]
- نائب رئيس شركة الفرحان التجارية FCC
- نائب رئيس شركة الكفاءات العالية Hicap